# Swolna (sielsowiet Bialkoŭszczyna)
Swolna (hist. Swołna biał. Свольна, ros. Свольно, Swolno) – wieś na Białorusi, w obwodzie witebskim, w rejonie wierchniedźwiński, w sielsowiecie Bielkowszczyzna.

## Historia
W XIX w. nazwą Swołna określano wieś i kilka majątków ziemskich znajdujących się w powiecie drysieńskim guberni witebskiej, a należących do różnych właścicieli.